# Stefano Chiapolino
Stefano Chiapolino (Gemona del Friuli, 6 juli 1985) is een Italiaanse schansspringer. Chiapolino is woonachtig in Tarvisio.
Chiapolino begon met schansspringen in 1994, toen hij 8 jaar oud was. Hij kwalificeerde zich voor de Italiaanse Olympische Ploeg voor de Olympische Winterspelen 2006 in Turijn, maar raakte drie dagen voor de opening van het evenement zwaargewond tijdens een val. Zijn landgenoot Marco Beltrame overkwam die dag hetzelfde. Beltrame onderging direct een operatie aan zijn milt, terwijl Chiapolino met een schedelbreuk en meerdere verwondingen aan zijn gezicht werd afgevoerd. Het is onduidelijk waardoor de twee ten val zijn gekomen. De weersomstandigheden waren goed en er stond geen harde wind waardoor ze eventueel uit balans gebracht konden worden. Het uitvallen van de twee betekende meteen dat Italië niet kon meedoen aan de landenwedstrijd.